# 品川弥二郎

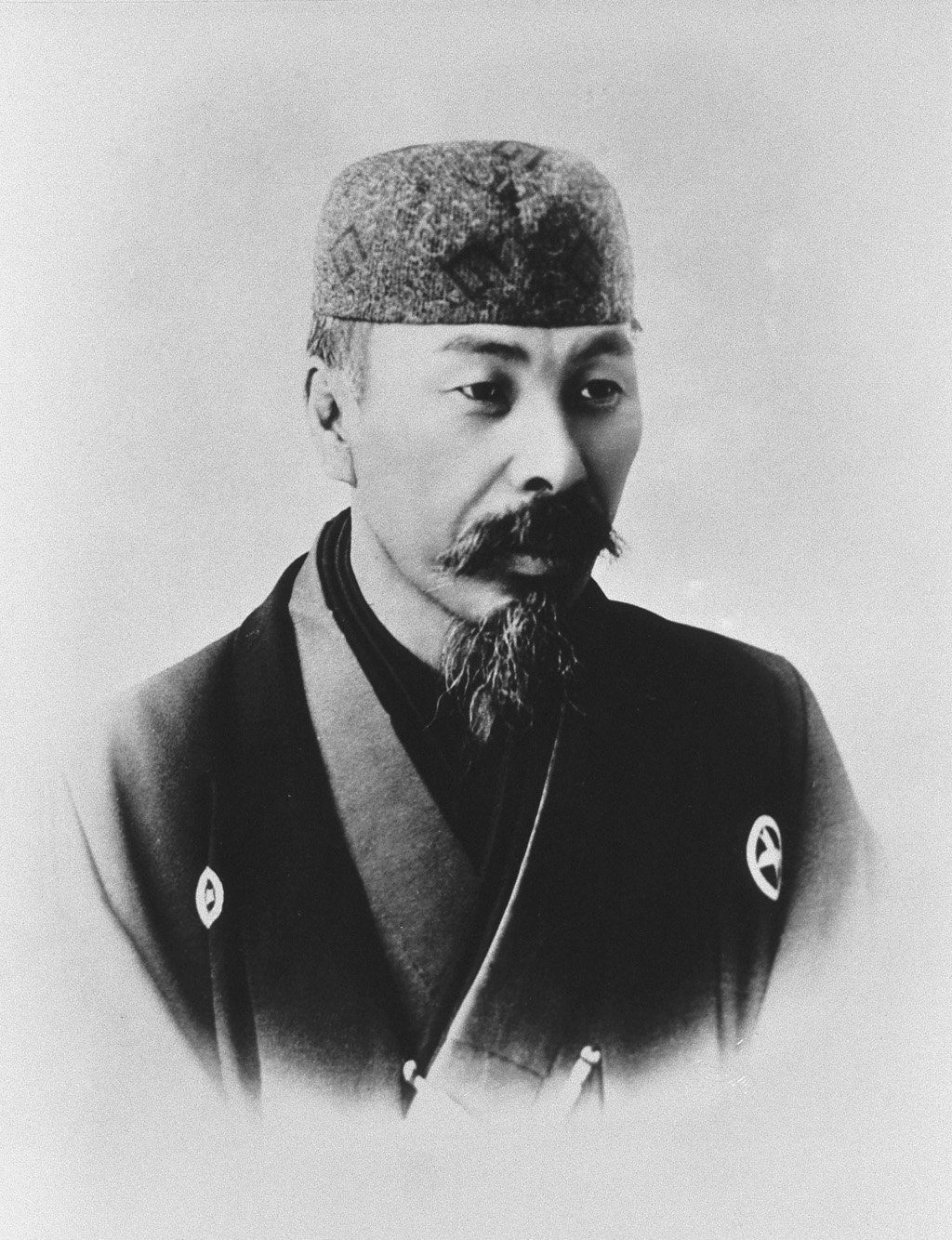
品川弥二郎

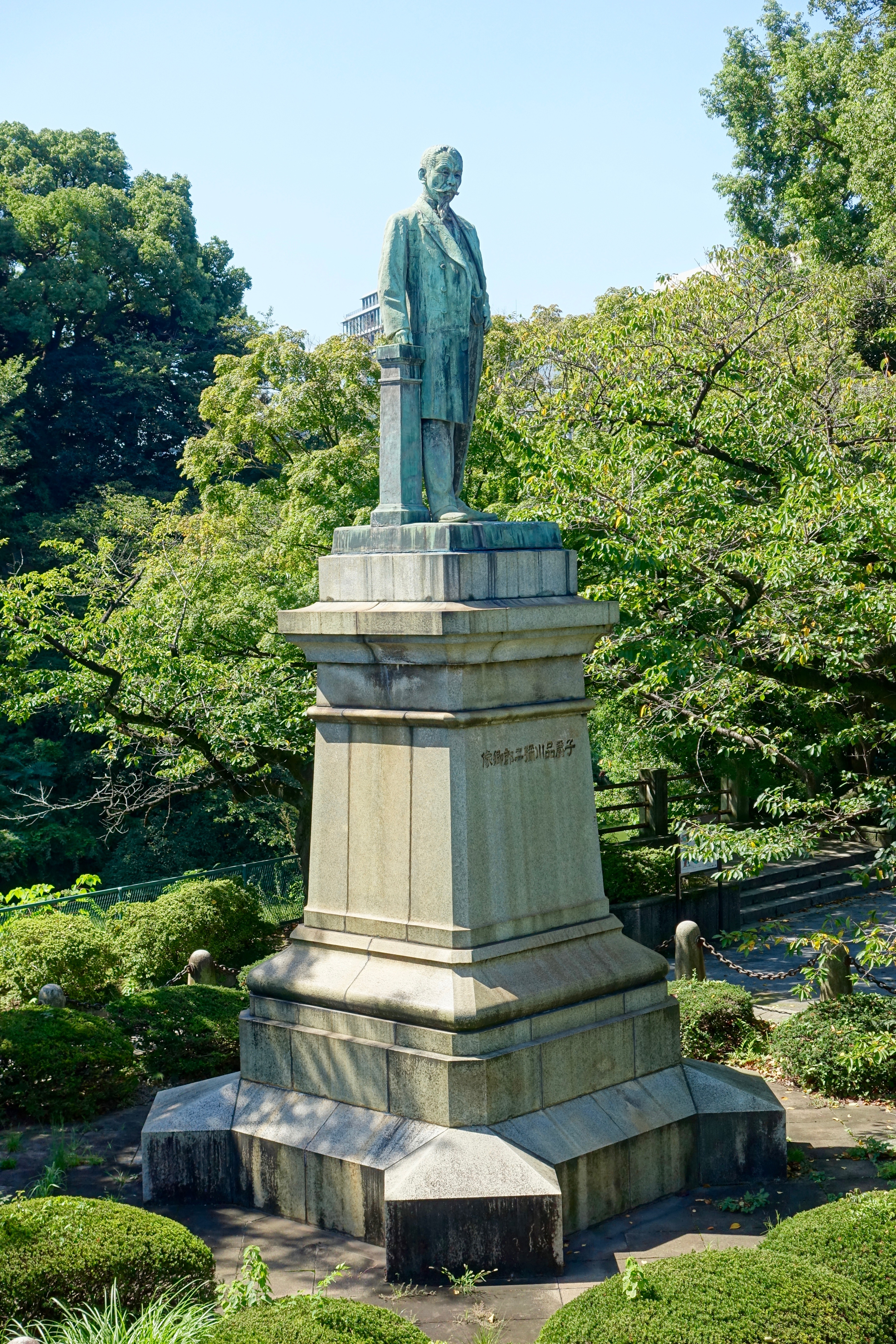
品川弥次郎像（東京都千代田区九段南九段坂公園）

品川 弥二郎（しながわ やじろう、旧字体：品川 彌二郞、天保14年閏9月29日〈1843年11月20日〉- 明治33年〈1900年〉2月26日）は、日本の官僚・政治家。栄典は正二位勲一等子爵。名は省吾、弥吉。号は扇洲。別称に橋本八郎、松本清熊などがある。

## 経歴

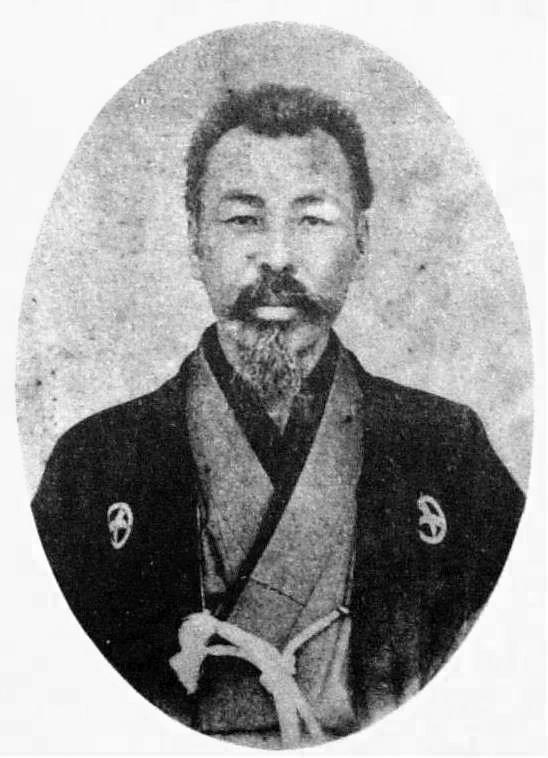
和装の品川

天保14年（1843年）、長州藩の足軽・品川弥市右衛門と池田六左衛門の長女・まつの長男として生まれた。安政5年（1858年）、松下村塾に入門して吉田松陰から教えを受けるが、安政6年（1859年）に安政の大獄で松陰が刑死すると、高杉晋作らと行動を共にして尊王攘夷運動に奔走し、英国公使館焼き討ちなどを実行している。元治元年（1864年）の禁門の変では八幡隊長として参戦し、のちに太田市之進、山田顕義らと御楯隊を組織した。慶応元年（1865年）、木戸孝允と共に上京して情報収集と連絡係として薩長同盟の成立に尽力した。戊辰戦争では奥羽鎮撫総督参謀、整武隊参謀として活躍する。
明治維新後の明治3年（1870年）、渡欧して普仏戦争を視察するなどドイツやイギリスに6年間留学する。内務大書記官や内務少輔、農商務大輔、駐独公使、宮内省御料局長、枢密顧問官などを歴任する。明治17年（1884年）、維新の功により子爵を授けられる。
明治24年（1891年）に第1次松方内閣の内務大臣に就任するが、明治25年（1892年）の第2回衆議院議員総選挙において次官の白根専一とともに警察を動員して強力な選挙干渉を行なって死者25人を出した経緯を非難され、引責辞職を余儀なくされた（ただし、実際の経緯については諸説存在する）。その後は西郷従道と協力して政治団体・国民協会を組織する。
民間にあっては、獨逸学協会学校（現在の獨協大学）や旧制京華中学校（現在の京華学園）を創立し、また信用組合や産業組合の設立にも貢献している。
明治33年（1900年）、流行性感冒（インフルエンザ）に肺炎を併発して死去。享年58。墓所は京都市東山区正法寺。

## 人物・逸話
- 戊辰戦争の際、新政府軍が歌った「トコトンヤレ節」（「宮さん宮さん」）は、品川が作詞をしたとされる[要出典]。
- 松陰は品川を「温厚正直で人情に厚く、うわべを飾らない。抜きん出た能力はないが、心が広く奥深いのが優れている」と評している[要出典]。
- 同時代のジャーナリストである鳥谷部春汀は、明治24年（1891年）の選挙干渉における品川の手段を全く公正明大を欠いたものであると難じ、選挙干渉以後の言動は陸奥宗光への嫉妬と復讐の私情に制せられ「堂々たる大丈夫の気象なし」と評する。さらに品川の師である吉田松陰と比較して、同じく多感であり「怒りやすく泣きやすき奇癖あり」とするが、誠実さという点では「未了の疑問なり」と書く[5]。
- 維新で亡くなった志士たちを顕彰するため、京都に尊攘堂を建立して京都帝国大学に寄贈した[要出典]。品川の死後、山口県下関市の功山寺にも建立されている[要出典]。
- 東京都千代田区九段南の田安門前（九段坂公園内）に銅像がある。高村光雲の監督によるという[要出典]。
- 大日本山林会初代幹事長を務めた[要出典]。
- 大日本水産会 第一次幹事長（初代会長に相当）を務めた（任期：明治15年（1882年）2月12日 - 同19年（1886年）4月26日）[6]。
- 大日本農会初代幹事長を務めた[要出典]。
- 1885年（明治18年）に、塩原温泉塩釜の地（栃木県那須塩原市）に別荘を建てた。この別荘は、塩原温泉における別荘建築として最古に属し、現在は「品川弥二郎の旧念仏庵」として、市の有形文化財に指定されている[2]。

## 栄典
位階
- 1885年（明治18年）10月31日 - 正四位[7]
- 1886年（明治19年）10月20日 - 従三位[8]
- 1891年（明治24年）6月15日 - 従二位[9]
- 1900年（明治33年）2月26日 - 正二位[10]

勲章等
- 1884年（明治17年）7月17日 - 子爵[11]
- 1887年（明治20年）11月25日 - 勲二等旭日重光章[12]
- 1900年（明治33年）2月26日 - 勲一等旭日大綬章[13]

## 系譜
- 品川氏

```
弥一右衛門━━弥二郎━━弥一━━清太郎

```

## 関連作品
テレビドラマ
- 『竜馬がゆく』（1968年、NHK大河ドラマ、演：岡本富士太）
- 『花神』（1977年、NHK大河ドラマ、演：荒川太郎）
- 『竜馬がゆく』（1982年、テレビ東京、演：天田俊明）
- 『翔ぶが如く』（1990年、NHK大河ドラマ、演：廣田高志）
- 『花燃ゆ』（2015年、NHK大河ドラマ、演：音尾琢真）